# Caustogryllacris
Caustogryllacris är ett släkte av insekter. Caustogryllacris ingår i familjen Gryllacrididae.
Kladogram enligt Catalogue of Life:
| Caustogryllacris | \| \| Caustogryllacris beccarii \| \| \| \| \| \| Caustogryllacris genualis \| \| \| \| \| \| Caustogryllacris griffinii \| \| \| \| \| \| Caustogryllacris hebardi \| \| \| \| \| \| Caustogryllacris kuthyi \| \| \| \| \| \| Caustogryllacris modiglianii \| \| \| \| \| \| Caustogryllacris nigrita \| \| \| \| \| \| Caustogryllacris nigrivertex \| \| \| \| \| \| Caustogryllacris palabuana \| \| \| \| \| \| Caustogryllacris podocausta \| \| \| \| \| \| Caustogryllacris variopicta \| \| \| \| \| \| Caustogryllacris xanthocnemis \| \| \| \| \| \| Caustogryllacris xantusi \| \| \| \| |
|                  | \| \| Caustogryllacris beccarii \| \| \| \| \| \| Caustogryllacris genualis \| \| \| \| \| \| Caustogryllacris griffinii \| \| \| \| \| \| Caustogryllacris hebardi \| \| \| \| \| \| Caustogryllacris kuthyi \| \| \| \| \| \| Caustogryllacris modiglianii \| \| \| \| \| \| Caustogryllacris nigrita \| \| \| \| \| \| Caustogryllacris nigrivertex \| \| \| \| \| \| Caustogryllacris palabuana \| \| \| \| \| \| Caustogryllacris podocausta \| \| \| \| \| \| Caustogryllacris variopicta \| \| \| \| \| \| Caustogryllacris xanthocnemis \| \| \| \| \| \| Caustogryllacris xantusi \| \| \| \| |
|                  | Caustogryllacris beccarii |
|                  | |
|                  | Caustogryllacris genualis |
|                  | |
|                  | Caustogryllacris griffinii |
|                  | |
|                  | Caustogryllacris hebardi |
|                  | |
|                  | Caustogryllacris kuthyi |
|                  | |
|                  | Caustogryllacris modiglianii |
|                  | |
|                  | Caustogryllacris nigrita |
|                  | |
|                  | Caustogryllacris nigrivertex |
|                  | |
|                  | Caustogryllacris palabuana |
|                  | |
|                  | Caustogryllacris podocausta |
|                  | |
|                  | Caustogryllacris variopicta |
|                  | |
|                  | Caustogryllacris xanthocnemis |
|                  | |
|                  | Caustogryllacris xantusi |
|                  | |